# Alexei Andrejewitsch Samkow

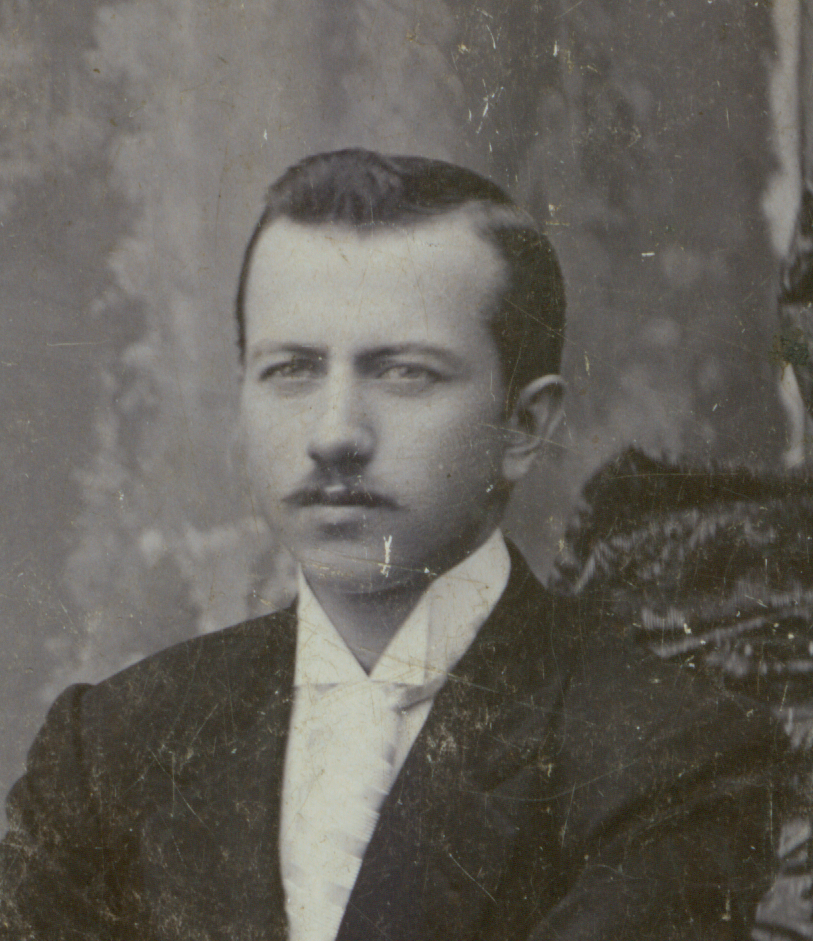
Alexei Andrejewitsch Samkow

Alexei Andrejewitsch Samkow (russisch Алексей Андреевич Замков; * 9. März 1883; † 25. Oktober 1942 in Moskau) war ein sowjetischer Arzt und Biologe.

## Leben
Samkow entstammte einer Bauernfamilie aus dem Dorf Borissowa (Gemeinde Sselino, Kreis Klin, Gouvernement Moskau) und besuchte 1893 bis 1898 eine Volksschule in Klin. 1909 legte er die Reifeprüfung am Alexander-Gymnasium zu Serpuchow ab und studierte Medizin an der Moskauer Universität. Sein Studium hat Samkow im September 1914 mit summa cum laude abgeschlossen (Diplom Nr. 26.375 vom 29. Juli 1915). Vor der Revolution war Samkow in Moskau in der Dokutschjaew-Gasse (Haus 12, Apt. 7) wohnhaft.
Samkow entwickelte das erste Hormonpräparat, Grawidan, das in den 30er Jahren in der UdSSR sehr populär war. Zu den Nutzern des Präparates zählten unter anderen Clara Zetkin, Maxim Gorki, Molotow und Kalinin. 1938 wurde seine Arbeit durch staatliche Repression erschwert.
Samkow war mit der russischen Bildhauerin Wera Ignatjewna Muchina verheiratet. Er erlitt einen Herzinfarkt und starb 1942.